# Kōji Sakurama
Kōji Sakurama (jap. 桜間 幸次, Sakurama Kōji; * 12. Februar 1938) ist ein ehemaliger japanischer Ringer. Er war Vizeweltmeister 1966 im griechisch-römischen Stil im Bantamgewicht.

## Werdegang
Kōji Sakurama begann als Jugendlicher an der Oberschule mit dem Ringen. Später besuchte er die Nippon Sport Science University in Tokio, wo er als Ringer ausgebildet wurde. Er entwickelte sich deshalb schnell zu einem hervorragenden Ringer im griechisch-römischen Stil. 1962 kam er bei der Weltmeisterschaft in Toledo/USA zu seinem ersten Einsatz bei einer internationalen Meisterschaft. Er startete im Fliegengewicht, gewann einen Kampf und rang einmal unentschieden und erreichte einen guten 5. Platz.
Bei der Weltmeisterschaft 1963 in Helsingborg war Sakurama im Bantamgewicht nach drei Siegen auf Medaillenkurs, unterlag aber dann dem Tschechen Jiří Švec, musste ausscheiden und landete auf dem 6. Platz.
In der Qualifikation für die Olympischen Spiele 1964 in Tokio scheiterte Sakurama an Masamitsu Ichiguchi, der dann auch Olympiasieger wurde. Bei der Weltmeisterschaft 1965 in Tampere war Sakurama aber wieder mit dabei. Er blieb in Tampere in sechs Kämpfen ungeschlagen (3 Siege, 3 Unentschieden), gewann aber durch eine unglückliche Wettkampfkonstellation mit dem 4. Platz wieder keine Medaille.
Nach dieser Weltmeisterschaft bestritt die japanische Ringernationalmannschaft in der DDR zwei Länderkämpfe. Sakurama besiegte dabei Eckhard Thorun und Hartmut Puls jeweils nach Punkten.
Bei der Weltmeisterschaft 1966, die erneut in Toledo/USA stattfand, wurde dann Sakurama Vizeweltmeister im Bantamgewicht. Im Finale wurde er von dem in diesem Jahr überragenden Fritz Stange aus Untertürkheim geschultert.
Bei der Weltmeisterschaft 1967 in Bukarest startete Sakurama wieder im Fliegengewicht. Vom Abtrainieren geschwächt, gewann er nur einen Kampf und belegte den für ihn enttäuschenden 13. Platz.
Im Jahre 1968 kam er dann in Mexiko-Stadt auch zu seinem ersten und einzigen Start bei Olympischen Spielen. Sakurama liefert dort gute Kämpfe, unterlag aber dem Ungarn János Varga und kam auf den 5. Platz.
Danach beendete Kōji Sakurama seine internationale Ringerlaufbahn.

## Internationale Erfolge
(OS = Olympische Spiele, WM = Weltmeisterschaft, GR = griechisch-römischer Stil, Fl = Fliegengewicht, Ba = Bantamgewicht, damals bis 52 kg bzw. 57 kg Körpergewicht)
- 1962, 5. Platz, WM in Toledo/USA, GR, Fl, mit einem Sieg über Ahmed Nahle, Libanon, einem Unentschieden gegen John Richard Wilson, USA und Niederlagen gegen Ignazio Fabra, Italien und Burhan Bozkurt, Türkei;
- 1963, 6. Platz, WM in Helsingborg, GR, Ba, mit Siegen über Bernard Knitter, Polen, Johnny Nielsen, Dänemark und Stipe Dora, Jugoslawien und einer Niederlage gegen Jiří Švec, Tschechoslowakei;
- 1965, 4. Platz, WM in Tampere, GR, Ba, mit Siegen über Michel Deloor, Frankreich, Hartmut Puls, DDR und János Varga, Ungarn und Unentschieden gegen Bernard Knitter, Ion Cernea, Rumänien und Fritz Stange, BRD;
- 1966, 2. Platz, WM in Toledo/USA, GR, Ba, mit Siegen über Vladlen Trostjanski, UdSSR, Heinrich Theuretzbacher, Österreich, Bernard Knitter und Dimitar Kerezow, Bulgarien und einer Niederlage gegen Fritz Stange;
- 1967, 13. Platz, WM in Bukarest, GR, Fl, mit einem Sieg über Maurice Mewis, Belgien und Niederlagen gegen Alex Bürger, Dänemark und Miroslaw Zeman, CSSR;
- 1968, 5. Platz, OS in Mexiko-Stadt, GR, Ba, mit Siegen über Rudolfo Guerra, Mexiko, Roland Svensson, Schweden und Hartmut Puls, einem Unentschieden gegen Ion Baciu, Rumänien und einer Niederlage gegen János Varga, Ungarn;
- 1974, 3. Platz, Asien-Spiele in Teheran, GR, Ba, hinter Hossein Touranian, Iran und An Han-Young, Korea und vor S. Kumar, Indien und Allah Datta, Pakistan